# Hatem Romdhani
Hatem Romdhani – tunezyjski zapaśnik walczący w stylu wolnym. Brązowy medalista igrzysk panarabskich w 1992 roku.